# Eutrepsia mercedes
Eutrepsia mercedes är en fjärilsart som beskrevs av Beutelspacher 1984. Eutrepsia mercedes ingår i släktet Eutrepsia och familjen mätare. Inga underarter finns listade i Catalogue of Life.